# Educació Secundària Obligatòria
|  | «ESO» redirigeix aquí. Vegeu-ne altres significats a «ESO (desambiguació)». |

L'Educació Secundària Obligatòria (ESO) és el període del sistema educatiu de l'Estat espanyol que correspon amb l'educació secundària per als estudiants de dotze a setze anys. Comprèn quatre cursos. Equival al nivell 2 d'instrucció de la Classificació estandarditzada dels nivells educatius establerta per la UNESCO (ISCED). Ve a continuació de l'educació primària i és l'última de les etapes de l'educació obligatòria. És una etapa obligatòria i gratuïta per a l'alumnat en edat escolar. S'organitza d'acord amb els principis de l'educació en comú i l'atenció a la diversitat de l'alumnat. En finir el cicle amb èxit es pot continuar la formació amb un batxillerat (un curs de dos anys previ a la universitat) o amb una formació professional bàsica. Se sanciona amb el diploma de «Graduat en Educació Secundària obligatòria». És la condició mínima necessària per obtenir una plaça de funcionari de nivell C2 en qualsevol administració.
Es va instaurar el 1990 par la Llei Orgànica General del Sistema Educatiu (LOGSE), esmenada per la Llei Orgànica d'Educació (LOE) del 2006, que va prendre molts elements de la llei anterior.

## Variants

### Unitat d'Escolarització Compartida(UEC)
És una alternativa per a alumnes que per motius d'actitud incorrecta, manca d'assistència o molt baix rendiment escolar, poden tenir una altra oportunitat per graduar-se. És obert als alumnes del tercer i quart curs d'ESO des de l'edat de 14 anys. Es diu «compartida» perquè s'organitza de manera compartida amb el centre docent d'ESO del qual depèn a escala administrativa i acadèmica. Han de prioritzar activitats que promoguin l’adquisició de les habilitats necessàries per a la readaptació de l’alumnat al medi escolar ordinari. Ha de tenir un caràcter excepcional i se l'ha d'organitzar en estreta col·laboració amb l'Institut d'ESO del qual depèn l'alumne.
Aquests programes de diversificació curricular s'organitza pel Departament d'Educació conjuntament amb ajuntaments, associacions, fundacions, entitats de caràcter religiós, etc. La UEC és un espai de formació en grups petits (4 a 7 alumnes per aula) amb educadors amb experiència professional apropiada. Permet adaptar els continguts a les característiques particulars i crear una relació pedagògica encara més personalitzada.

### Alternatives
Per a joves de 16 a 21 anys que no poden acreditar l'ESO, hi ha altres recursos formatius com ara les Proves d'Accés a Formació Professional de Grau Mitjà, Programes de Qualificació Professional Inicial, Programes de Formació i Inserció.

### Formació secundària no obligatòria per a adults
Per a adults que no van poder acabar els estudis als centres de formació de persones adultes. L'Institut Obert de Catalunya organitza formació a distància.